# Grenoble Challenger 2004
Il Grenoble Challenger 2004 è stato un torneo di tennis facente parte della categoria ATP Challenger Series nell'ambito dell'ATP Challenger Series 2004. Il torneo si è giocato a Grenoble in Francia dal 27 settembre al 3 ottobre 2004 su campi in cemento indoor.

## Vincitori

### Singolare
Karol Kučera ha battuto in finale  Nicolas Mahut con il punteggio di 7–5, 6–2

### Doppio
Uros Vico /  Lovro Zovko hanno battuto in finale  Michael Berrer /  Răzvan Sabău con il punteggio di 6–2, 6–4